# Episodi di Hamburg Distretto 21 (dodicesima stagione)
La dodicesima stagione della serie televisiva Hamburg Distretto 21 è stata trasmessa in Germania sulla rete televisiva ZDF dal 5 ottobre 2017 al 5 aprile 2018. In Italia è stata trasmessa dal 21 ottobre al 2 dicembre 2019 su Rete 4.
Protagonisti della stagione sono le coppie di ispettori formate da Mattes Seeler (Matthias Schloo) e Melanie Hansen (Sanna Englund), Tarik Coban (Serhat Cokgezen) e Claudia Fischer (Janette Rauch), Hans Moor (Bruno F. Apitz) e Franziska Jung (Rhea Harder), che si alternano ciclicamente nel corso dei 27 episodi.
| nº | Titolo originale        | Titolo italiano            | Prima TV Germania | Prima TV Italia  |
| -- | ----------------------- | -------------------------- | ----------------- | ---------------- |
| 1  | Die Nervensäge          | Ricatti                    | 5 ottobre 2017    | 21 ottobre 2019  |
| 2  | Fremder Vater           | Un padre sconosciuto       | 12 ottobre 2017   | 22 ottobre 2019  |
| 3  | Versager                | Il perdente                | 19 ottobre 2017   | 23 ottobre 2019  |
| 4  | The bigger picture      | Una celebrità al Distretto | 26 ottobre 2017   | 24 ottobre 2019  |
| 5  | 666                     | 666                        | 2 novembre 2017   | 28 ottobre 2019  |
| 6  | Notwehr                 | Tentato omicidio           | 9 novembre 2017   | 29 ottobre 2019  |
| 7  | Ein neuer Anfang        | Un nuovo inizio            | 16 novembre 2017  | 30 ottobre 2019  |
| 8  | Gestohlenes Leben       | Vita rubata                | 23 novembre 2017  | 31 ottobre 2019  |
| 9  | Schweigen ist Gold      | Il silenzio è d'oro        | 30 novembre 2017  | 4 novembre 2019  |
| 10 | Amok                    | Furto d'armi               | 7 dicembre 2017   | 5 novembre 2019  |
| 11 | Kopfgeld                | La taglia                  | 14 dicembre 2017  | 6 novembre 2019  |
| 12 | Mörder meiner Tochter   | La verità                  | 21 dicembre 2017  | 7 novembre 2019  |
| 13 | Innere Werte            | Valori interiori           | 28 dicembre 2017  | 11 novembre 2019 |
| 14 | Zwischen Leben und Tod  | Tra la vita e la morte     | 4 gennaio 2018    | 12 novembre 2019 |
| 15 | Jasmins längste Schicht | Corsa contro il tempo      | 11 gennaio 2018   | 13 novembre 2019 |
| 16 | Der doppelte Viktor     | Il doppio Viktor           | 18 gennaio 2018   | 14 novembre 2019 |
| 17 | Matrjoschka             | La matrioska               | 25 gennaio 2018   | 18 novembre 2019 |
| 18 | Die Tirana-Connection   | Tirana-Connection          | 1 febbraio 2018   | 19 novembre 2019 |
| 19 | Fremdes Land            | Terra straniera            | 8 febbraio 2018   | 20 novembre 2019 |
| 20 | Schwiegermuttermonster  | Suocera mostro             | 15 febbraio 2018  | 21 novembre 2019 |
| 21 | Du gehörst mir          | La famiglia                | 22 febbraio 2018  | 22 novembre 2019 |
| 22 | Sugardaddy              | Sugardaddy                 | 1 marzo 2018      | 25 novembre 2019 |
| 23 | Wölfe und Giraffen      | Lupi e giraffe             | 8 marzo 2018      | 26 novembre 2019 |
| 24 | Dornröschen             | Il risveglio               | 15 marzo 2018     | 27 novembre 2019 |
| 25 | Verbotene Liebe         | Amore proibito             | 22 marzo 2018     | 28 novembre 2019 |
| 26 | Vom verlorenen Glück    | La felicità perduta        | 29 marzo 2018     | 29 novembre 2019 |
| 27 | Der Superheld           | Il supereroe               | 5 aprile 2018     | 2 dicembre 2019  |